# جورج بورغس
جورج بورغس (بالإنجليزية: George Burgess)‏ هو سياسي أسترالي، ولد في 2 نوفمبر 1863، وتوفي في 8 فبراير 1941. حزبياً، نشط في حزب العمال الأسترالي. وقد انتخب عضو الجمعية التشريعية نيو ساوث ويلز.